# نل شیپمن
نل شیپمن (انگلیسی: Nell Shipman؛ ۲۵ اکتبر ۱۸۹۲ – ۲۳ ژانویهٔ ۱۹۷۰) یک هنرپیشه، فیلم‌نامه‌نویس، تهیه‌کننده، کارگردان و مربی حیوانات اهل کانادا بود. وی بین سال‌های ۱۹۱۰ تا ۱۹۴۷ میلادی فعالیت می‌کرد.
او به همراه همسر تهیه‌کننده‌اش، ارنست شیپمن، موفق‌ترین فیلم صامت تاریخِ کانادا را با نام «بازگشت به سرزمین پروردگار» ساختند که در آن، خودش یکی از اولین برهنگی‌ها در سینما را به نمایش گذاشت.